# Seuseupan (Karangwareng)
Seuseupan is een bestuurslaag in het regentschap Cirebon van de provincie West-Java, Indonesië. Seuseupan telt 1743 inwoners (volkstelling 2010).